# Banque Guilhot
La Banque Guilhot, banque familiale descendant de Messire Guilhot de Ferrières, chef des Huguenots, fut fondée en Agen en 1820 (?) et acquise en plusieurs fois par la Banque nationale de Paris (aujourd'hui BNP Paribas) entre 1955 et 1959. Vu l’excellente réputation de la banque, le nom « Banque Guilhot » fut utilisé par la BNP jusqu’en 1976.

## Évolution de la Banque
En 1900, la banque est la plus grosse banque locale sur toute la région formée par le triangle Bordeaux, Périgueux et Toulouse (principalement les départements du Lot, Lot-et-Garonne, Gers, Tarn, Tarn-et-Garonne, Dordogne). Elle se spécialise principalement dans le prêt agricole et contribue ainsi au formidable essor agricole de la place agenaise – le Lot-et-Garonne avec ses départements limitrophes deviennent dans la première moitié du XXe siècle le tout premier fournisseur de fruits aux Halles de Paris.
La banque connut son apogée à la veille de la crise de 1929.  Malgré sa bonne réputation locale, elle ne subsistera malheureusement pas aux crises (crise des années 1930, Seconde Guerre mondiale), la réfrigération et l’aviation qui ont permis aux fruits arrivant sur Paris d’être apportés de bien plus loin (concurrence internationale) et enfin la montée du Crédit Agricole dans toutes les campagnes avec une image plus jeune et plus dynamique.

## Liste des agences de la Banque (en 1929)
- Agen (siège au 8, rue de Cessac)
- Albi
- Auch
- Bègles
- Bergerac
- Biganos
- Blagnac
- Cahors
- Castelnaudary
- Castres
- Colomiers
- Condom (la plus grosse agence et centrale d'archivage pour toute la banque)
- Coulounieix-Chamiers
- Gaillac
- Graulhet
- Libourne
- Marmande
- Moissac
- Montauban
- Nérac
- Saint-Gaudens
- Sarlat-la-Canéda
- Tonneins
- Villeneuve-sur-Lot